# Viuen (pel·lícula)

Pòster la pel·lícula

Viuen (títol original en anglès: Alive) és una pel·lícula estatunidenca de 1993, del matrimoni format pel director, i també productor, Frank Marshall i la seva esposa, productora també, Kathleen Kennedy. Està basada en el llibre Viuen! (1974) de Piers Paul Read, que al seu torn està basat en les entrevistes realitzades als supervivents de l'accident del vol [571 de la Força Aèria Uruguaiana que va tenir lloc el 1972. Ha estat doblada al català.
Un dels supervivents, Fernando Parrado (interpretat per Ethan Hawke en la pel·lícula), va treballar com a assessor tècnic. John Malkovich, interpretant al supervivent Carlitos Páez ja gran, serveix de narrador al començament i al final de la pel·lícula.
Un documental complementari titulat Alive: 20 Years Later va ser escrit, produït i dirigit per Jill Fullerton-Smith i narrat per Martin Sheen.

## Argument
La pel·lícula narra la història real de l'equip uruguaià de rugbi Old Christians Club de Carrasco, els membres del qual eren estudiants de Col·legi Stella Maris de Montevideo, i dels seus amics i familiars. Tots ells es van veure embolicats en un accident aeri en estavellar-se el seu avió en els Andes el 13 d'octubre de 1972. Durant les setmanes següents, els supervivents van haver de recórrer a l'antropofàgia per poder subsistir.

## Repartiment
- Ethan Hawke: Nando Parrado
- Josh Hamilton: Roberto Canessa
- John Haymes Newton: Antonio Tintín Vizintín
- Bruce Ramsay: Carlitos Páez
- David Kriegel: Gustavo Zerbino
- Jack Noseworthy: Roberto Bobby Francois
- Kevin Breznahan: Roy Harley
- David Cubitt: Adolfo Fito Strauch
- Gian DiDonna: Eduardo Strauch
- John Cassini: Daniel Fernández
- Richard Ian Coix: Ramón Moncho Sabella
- Nuno Antunes: Álvaro Mangino
- Gordon Currie: José Luis Coche Inciarte
- Sam Behrens: Javier Methol, espòs de Liliana Methol (interpretada per Ileana Douglas)
- Michael Tayles: Alfredo Pancho Delgado
- Steven Shayler: Pedro Algorta
- John Malkovich: Carlitos Páez adult (narrador).

Morts
- Michael Sicoly: el coronel Juliol Ferradas, pilot
- Jerry Wasserman: el tinent coronel Dante Lagurara, copilot
- Tony Morelli: el tinent Ramón Martínez, navegador
- José Zúñiga: el sergent Carlos Fraga Roque, mecànic
- Frank Pellegrino: el sergent Ovidio Joaquín Ramírez, sobrecarrego (auxiliar de vol)
- Illeana Douglas: Liliana Methol
- Ela Keats: Susana Parrado
- Jan D'Arcy: Eugenia Parrado
- Danny Nucci: Hugo Díaz (basat en Diego Storm).
- Vincent Spano: Antonio Balbi (basat en Marcelo Pérez).
- Michael DeLorenzo: Rafael Cano (basat en Numa Turcatti).
- Josh Lucas: Felipe Restano (basat en Francisco Abal).
- Txad Willett: Pablo Montero (basat en Enrique Platero).
- Michael Woolson: Juan Martino (basat en Daniel Maspons).
- Diana Barrington: la Sra. Alfonsín (basada en Graciela Mariani).
- Christian Meoli: Federico Aranda (basat en Rafael Echavarren).
- Jake Carpenter: Alberto Antuna (basat en Arturo Nogueira).
- Silvio Pollio: Álex Morales (basat en Fernando Vázquez).
- Jason Gaffney: Víctor Bolarich (basat en Gustavo Nicolich).
- Seth James Arnett: Tomás Alonso (basat en Carlos Valeta).
- Aurelio Dinunzio: el Dr. Solana (basat en el Dr. Francisco Nicola).
- Fiona Roeske: la Sra. Solana (basada en Esther Nicola).

## Producció i exactitud històrica
Un primer guió de Viuen ja havia començat a circular a Hollywood el 1981; no obstant això, diferents factors —principalment el sensible del tema del canibalisme i una sensacionalista adaptació mexicana del gènere d'explotació estrenada el 1976 (Supervivientes de los Andes)— van evitar que la pel·lícula no fos dirigida fins a una dècada més tard.
La pel·lícula només fa servir els noms reals dels 16 supervivents, mentre que els de els morts van ser canviats (les úniques excepcions van ser Eugenia i Susana Parrado i Liliana Methol). A més inclou alguns incidents de ficció per afegir-li acció a la història. Segons el supervivent real Fernando Parrado, assessor actiu durant tot el rodatge, fer-ho «exactament com va passar hagués estat impossible de filmar i hagués estat impossible de veure» a causa de la cruesa dels successos que van tenir lloc durant i després de l'accident.

## Recepció de la crítica
La pel·lícula va provocar tota mena de reaccions. Va ser criticada a causa de la falta de fidelitat als fets reals pel que fa al físic dels actors, argumentant que s'hauria d'haver triat a actors els trets dels quals fossin llatins o almenys d'europeus del sud ―d'acord amb la composició demogràfica d'Uruguai― en lloc d'actors de trets típicament anglosaxons.
Un altre argument qüestionat és que es van incloure personatges ficticis, o que no respectaven el nom veritable dels protagonistes del vol. A més d'això, es reflecteix el lideratge de solament uns pocs joves, quan en realitat tots d'alguna manera van col·laborar amb la supervivència del grup que va escapar de la muntanya. Alguns supervivents van esmentar, respecte al film, que les úniques escenes properes a la realitat van ser la de l'impacte de l'avió i la del posterior rescat en helicòpters. Fora d'aquestes escenes, la pel·lícula resultava un veritable «pícnic» en comparació dels fets reals.
Roger Ebert va escriure: «Hi ha algunes històries que simplement no es poden explicar. La història dels supervivents dels Andes és potser una d'elles».
També qüestionava la falta de realisme respecte a la bona salut que reflectien uns actors que suposadament havien d'interpretar a persones que es trobaven a la vora de la mort per fred i inanició després de dos mesos a les muntanyes.
Ray Green destacava la naturalesa sensible del film sostenint que «malgrat el potencial per al sensacionalisme escabrós de la història, Marshall aconsegueix mantenir la seva dignitat i la de la pel·lícula lliscant subtilment el curs de l'acció en narrar alguns fets molt crus gràcies, en gran part, a estil al·legòric dels diàlegs de Shanley».
Green continua descrivint la pel·lícula com a «emocionant i de vegades absorbent, Viuen! és més que una pel·lícula d'acció: en si mateixa és un drama d'idees, com ho és de l'esperit humà».
| «                                            | Mentre l'aclamat llibre de Piers Paul Read […] prestava especial atenció a l'estructura social que es mantenia entre els membres del grup […] Marshall […] juga amb els detalls sociològicament fascinants i les ambigüitats dels personatges en favor de l'acció, l'heroisme i una vaga religiositat que s'escampa sobre la història com a sucre molt. | » |
| — David Ansen, en la revista Newsweek (1993) | |   |